# قلائص
قلائص (انگلیسی: Hyades) نزدیکترین خوشه ستاره‌ای باز و یکی از خوشه‌های ستاره‌ای است که بیشترین مطالعه روی آن شده‌است. قلائص در فاصله ۱۵۳ سال نوری (۴۷ پارسک) از خورشید قرار دارد. این ستارگان در مجموعه‌ای تقریباً کروی قرار دارند که عمر، محل تولد، خصوصیات شیمیایی و حرکت در فضا را دارند. از نظر ناظر زمینی این خوشه در صورت فلکی گاو قرار دارد که ستارگان درخشان آن حالت V شکل می‌گیرند و به‌طور ظاهری به دبران نزدیکند. اما دبران ارتباطی به قلائص ندارد و بسیار به زمین نزدیکتر است (و فقط در مسیر دید قرار دارد).
پنج ستاره درخشان قلائص، هیدروژنشان را تمام کرده و اکنون در حالت تبدیل شدن به ستاره غول هستند. چهار ستاره آن طبق نام‌گذاری بایر، گاما گاو، دلتا گاو، اپسیلون گاو، تتا گاو هستند که یک صورتواره را شکل می‌دهند که معمولاً به عنوان سر گاو در صورت فلکی شناخته می‌شوند. پنجمین ستاره درخشان قلائص تتا۱ گاو در واقع همدم تتا گاو است. اپسیلون گاو همچنین با نام «عین» (چشم) شناخته می‌شود و یک سیاره فراخورشیدی غول گازی دارد، این اولین مورد از سیاره فراخورشیدی است که در یک خوشه ستاره‌ای باز پیدا می‌شود.